# 1716 год в литературе

## События
- 2 января — издан официальный указ короля Филиппа V об основании Национальной библиотеки Испании.
- 5 апреля — завершилась известная полемика между переводчицей гомеровских текстов Анной Дасье и поэтом и драматургом Антуаном Ударом де Ламоттом.
- май — Вольтер за пасквиль на регента Франции Филиппа II Орлеанского сослан в Тюль.
- 7 июля — драматург Филипп Детуш завершил создание одноактной комедии в прозе «Тройная женитьба».

## Книги и произведения
- «Mercurius Politicus» — книга Даниеля Дефо.
- «Тривия, или Искусство прогулок по улицам Лондона» (англ. «Trivia, or The Art of Walking the Streets of London») — поэма Джона Гея.
- «Барабанщик» — комическая пьеса Джозефа Аддисона.
- «Христианская мораль» — книга Томаса Брауна.
- «Physica divina» — книга Андреаса Рюдигера.
- «El dómine Lucas» — драма Хосе Каньисареса.
- Завершено составление Словаря Канси, словаря китайского языка, который считался стандартным руководством на протяжении XVIII и XIX веков.
- «Письмах из турецкого посольства» — мемуары Мэри Монтегю.

## Родились
- 6 марта — Пер Кальм, финско-шведский естествоиспытатель, путешественник, автор всемирно известной книги, посвящённой экспедиции в Северную Америку (умер в 1779).
- 25 декабря — Иоганн Якоб Рейске, немецкий писатель (умер в 1774).
- 26 декабря — Томас Грей, английский поэт-сентименталист (умер в 1771).
- 26 декабря — Жан-Франсуа де Сен-Ламбер, французский поэт (умер в 1803).
- Жан-Жак Бартелеми, французский писатель, основоположник жанра «археологический роман» (умер в 1795).
- Ёса Бусон, японский поэт и писатель (умер в 1783).
- Юань Мэй, китайский поэт, учёный и писатель (умер в 1797).

## Скончались
- 1 января — Уильям Уичерли, английский драматург (родился в 1640).
- 19 февраля — Доротея Энгельбретсдаттер, первая поэтесса и писательница Норвегии (родилась в 1634).
- 2 ноября — Энгельберт Кемпфер, немецкий путешественник, автор книг о своих путешествиях, в том числе «Новейшие государства Казань, Астрахань, Грузия и многие другие, царю, султану и шаху платившие дань и подвластные…» (родился в 1651).
- 14 ноября — Готфрид Вильгельм Лейбниц, немецкий учёный творец немецкого философского и научного лексикона, автор ряда сочинений и трактатов (родился в 1646).